# 완도신지중학교
완도신지중학교(莞島薪智中學校)는 전라남도 완도군 신지면 대곡리에 있는 공립 중학교이다.

## 학교 연혁
- 1971년 1월 22일 : 완도신지서중학교 초대 이준수 교장 취임
- 1971년 3월 10일 : 완도신지서중학교 개교 및 입학식
- 1994년 2월 16일 : 완도신지서중학교 제21회 졸업식 76명 졸업(누계: 2,483명)
- 1994년 3월 1일 : 완도신지동중학교 폐교 및 본교 통폐합
- 1994년 3월 1일 : 완도신지중학교 개편
- 2012년 3월 1일 : 제21대 조석희 교장 부임
- 2015년 1월 9일 : 제42회 졸업식 20명 졸업(누계: 6,104명)
- 2016년 3월 1일 : 제22대 이연형 교장 부임
- 2017년 1월 10일 : 제44회 졸업식 22명 졸업(누계: 6,149명)
- 2018년 1월 10일 : 제45회 졸업식 18명 졸업(누계: 6,167명)
- 2018년 3월 1일 : 제23대 이영동 교장 부임
- 2019년 1월 9일 : 제46회 졸업식 17명 졸업(누계: 6,184명)
- 2022년 2월 9일 : 제49회 졸업식 13명 졸업(누계: 6,233명)

## 참고 자료
- 완도신지중학교 - 한국교육학술정보원 학교알리미